# Ultrasound World Tour
A Ultrasound World Tour é a quarta turnê da cantora e compositora neozelandesa Lorde, em apoio ao seu quarto álbum de estúdio Virgin (2025). Com concertos em arenas na América do Norte e na Europa, a turnê está programada para começar em 17 de setembro de 2025 em Austin, Texas, Estados Unidos, e terminar em 9 de dezembro de 2025 em Estocolmo, Suécia.

## Antecedentes
A cantora e compositora neozelandesa Lorde embarcou em sua terceira turnê, a Solar Power Tour, em abril de 2022. A turnê teve 79 shows em cinco etapas, terminando na Praia Fluvial do Taboão, em Portugal, em agosto de 2023. Em abril de 2025, Lorde anunciou seu retorno com o lançamento de "What Was That", o primeiro single de seu quarto álbum de estúdio, Virgin, com lançamento previsto para 27 de junho de 2025. Em 8 de maio de 2025, Lorde anunciou a Ultrasound World Tour, com concertos em arenas na América do Norte e na Europa, de setembro a dezembro de 2025. Os artistas de abertura são the Japanese House, Chanel Beads, Empress Of, Oklou e Nilüfer Yanya, bem como os co-produtores de Virgin, Blood Orange e Jim-E Stack.

## Datas
| Data (2025)    | Cidade              | País           | Local                      | Artista de abertura                              |
| -------------- | ------------------- | -------------- | -------------------------- | ------------------------------------------------ |
| 17 de setembro | Austin              | Estados Unidos | Moody Center               | - The Japanese House - Chanel Beads              |
| 19 de setembro | Chicago             | Estados Unidos | United Center              | - The Japanese House - Chanel Beads              |
| 20 de setembro | Nashville           | Estados Unidos | The Pinnacle               | - The Japanese House - Chanel Beads              |
| 23 de setembro | Columbus            | Estados Unidos | Value City Arena           | - The Japanese House - Chanel Beads              |
| 24 de setembro | Toronto             | Canadá         | Scotiabank Arena           | - The Japanese House - Chanel Beads              |
| 26 de setembro | Boston              | Estados Unidos | TD Garden                  | - The Japanese House - Blood Orange              |
| 27 de setembro | Montreal            | Canadá         | Centre Bell                | - The Japanese House - Blood Orange              |
| 30 de setembro | Filadélfia          | Estados Unidos | Xfinity Mobile Arena       | - The Japanese House - Blood Orange              |
| 1 de outubro   | Nova Iorque         | Estados Unidos | Madison Square Garden      | - The Japanese House - Chanel Beads              |
| 3 de outubro   | Pittsburgh          | Estados Unidos | Petersen Events Center     | - The Japanese House - Chanel Beads              |
| 4 de outubro   | Washington, D.C.    | Estados Unidos | The Anthem                 | - The Japanese House - Chanel Beads              |
| 7 de outubro   | Duluth              | Estados Unidos | Gas South Arena            | - The Japanese House - Empress Of                |
| 9 de outubro   | St. Louis           | Estados Unidos | Chafeitz Arena             | - The Japanese House - Empress Of                |
| 10 de outubro  | Milwaukee           | Estados Unidos | UW–Milwaukee Panther Arena | - The Japanese House - Empress Of                |
| 11 de outubro  | Minneapolis         | Estados Unidos | Minneapolis Armory         | - The Japanese House - Empress Of                |
| 14 de outubro  | Morrison            | Estados Unidos | Red Rocks Amphitheatre     | - The Japanese House - Blood Orange              |
| 17 de outubro  | Paradise            | Estados Unidos | MGM Grand Garden Arena     | - The Japanese House - Blood Orange              |
| 18 de outubro  | Inglewood           | Estados Unidos | Kia Forum                  | - The Japanese House - Blood Orange - Empress Of |
| 19 de outubro  | Berkeley            | Estados Unidos | The Greek Theatre          | - The Japanese House - Empress Of                |
| 21 de outubro  | Portland            | Estados Unidos | Moda Center                | - The Japanese House - Empress Of                |
| 22 de outubro  | Seattle             | Estados Unidos | Climate Pledge Arena       | - The Japanese House - Empress Of                |
| 9 de novembro  | Esch-sur-Alzette    | Luxemburgo     | Rockhal                    | Oklou                                            |
| 10 de novembro | Paris               | França         | Zénith Paris               | Jim-E Stack                                      |
| 15 de novembro | Manchester          | Reino Unido    | AO Arena                   | - Jim-E Stack - Blood Orange                     |
| 16 de novembro | Londres             | Reino Unido    | The O2 Arena               | - Jim-E Stack - Nilüfer Yanya                    |
| 19 de novembro | Glasgow             | Reino Unido    | OVO Hydro                  | - Jim-E Stack - Nilüfer Yanya                    |
| 20 de novembro | Birmingham          | Reino Unido    | Utilita Arena Birmingham   | - Jim-E Stack - Nilüfer Yanya                    |
| 22 de novembro | Dublin              | Irlanda        | RDS Simmonscourt           | - Jim-E Stack - Nilüfer Yanya                    |
| 24 de novembro | Amsterdã            | Países Baixos  | AFAS Live                  | Nilüfer Yanya                                    |
| 27 de novembro | Bruxelas            | Bélgica        | Forest National            | The Japanese House                               |
| 29 de novembro | Casalecchio di Reno | Itália         | Unipol Arena               | The Japanese House                               |
| 30 de novembro | Zurique             | Suíça          | Halle 622                  | The Japanese House                               |
| 1 de dezembro  | Munique             | Alemanha       | Zénith                     | The Japanese House                               |
| 3 de dezembro  | Colônia             | Alemanha       | Palladium                  | The Japanese House                               |
| 5 de dezembro  | Berlim              | Alemanha       | Max-Schmeling-Halle        | The Japanese House                               |
| 6 de dezembro  | Łódź                | Polónia        | Atlas Arena                | The Japanese House                               |
| 8 de dezembro  | Copenhagen          | Dinamarca      | K.B. Hallen                | The Japanese House                               |
| 9 de dezembro  | Estocolmo           | Suécia         | Annexet                    | The Japanese House                               |